# Mangy Love
Mangy Love je osmé studiové album amerického hudebníka Casse McCombse. Vydáno bylo v srpnu roku 2016 společností ANTI- a jeho producenty byli Cass McCombs, Rob Schnapf, Dan Horne a Sam Griffin Owens. Umístilo se na 39. příčce hitparády nezávislých alb časopisu Billboard a na patnácté v žebříčku Top Heatseekers téhož časopisu.

## Seznam skladeb
Autorem všech skladeb je Cass McCombs.
1. Bum Bum Bum – 4:59
2. Rancid Girl – 4:22
3. Laughter is the Best Medicine – 5:18
4. Opposite House – 4:14
5. Medusa's Outhouse – 4:55
6. Low Flyin' Bird – 6:01
7. Cry – 4:45
8. Run Sister Run – 5:51
9. In a Chinese Alley – 3:15
10. It – 5:11
11. Switch – 4:14
12. I'm a Shoe – 6:06

## Obsazení
- Cass McCombs – zpěv, banjo, kytara, harmonium, klavír
- Stuart Bogie – flétna, horn, brumle
- Goat Carson – zpěv
- Mike Gordon – kytara, zpěv
- Kurt Heasley – zpěv
- Dan Horne – kytara, baskytara, programování
- Jesse Lee – bicí
- Blake Mills – kytara
- Jack Name – syntezátor
- Angel Olsen – zpěv
- Lee Pardini – klávesy, varhany, klavír, elektrické piano
- Ariel Rechtshaid – programování
- Joe Russo – bicí, perkuse
- Ryan Sawyer – konga
- Farmer Dave Scher – klávesy
- Jon Shaw – baskytara
- Bongo Sidibe – perkuse
- Aaron Sperske – bicí
- Maxwell Wang – zpěv
- Wilder Zoby – klávesy, syntezátor